# Quirino De Giorgio
Quirino De Giorgio (Palmanova,  27 de diciembre de 1907 - Abano Terme, 19 de abril de 1997) fue un arquitecto italiano y exponente del movimiento futurista.

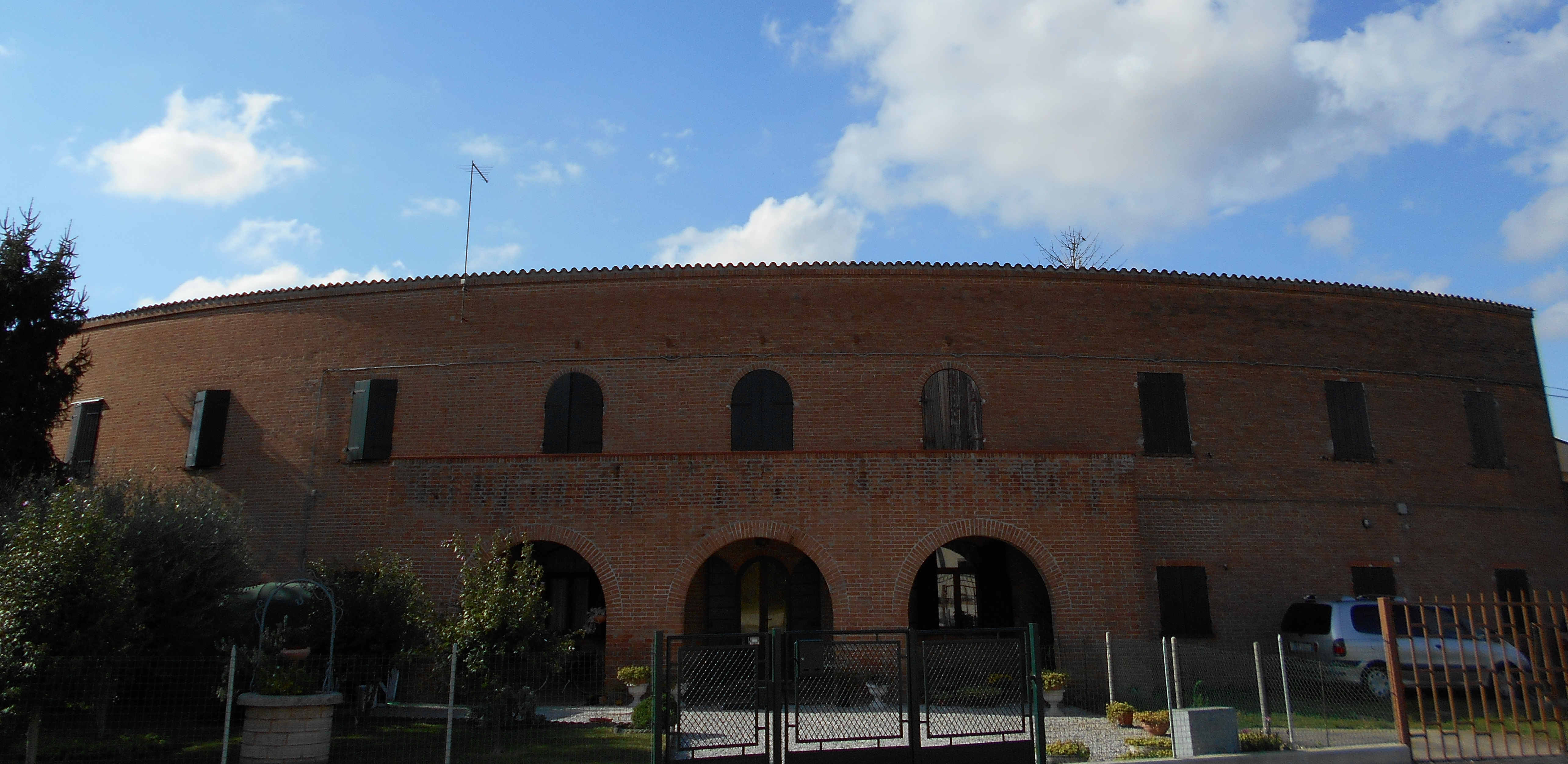
Borgo Littorio, Candiana

## Biografía
Quirino De Giorgio fue uno de los pocos arquitectos italianos cuya carrera abarcó casi la totalidad del siglo XX, sus años reales y sus desarrollos arquitectónicos. Su obra abarca desde el futurismo, pasando por el fascismo, hasta las experimentaciones relacionadas con la invención del hormigón armado. Aunque se le suele recordar por sus primeras obras futuristas y fascistas, De Giorgio fue un arquitecto cuya producción evolucionó a lo largo de su vida. Hasta sus últimos años, desarrolló su obra de forma experimental y dinámica, método que también había caracterizado sus inicios.
En 2020, la monografía "Quirino De Giorgio, An Architect's Legacy" fue galardonada con el Dam Architectural Book Award como uno de los diez mejores libros de arquitectura del mundo. Sus planos arquitectónicos se conservan en el Archivo Quirino De Giorgio de Vigonza, cerca de Padua.

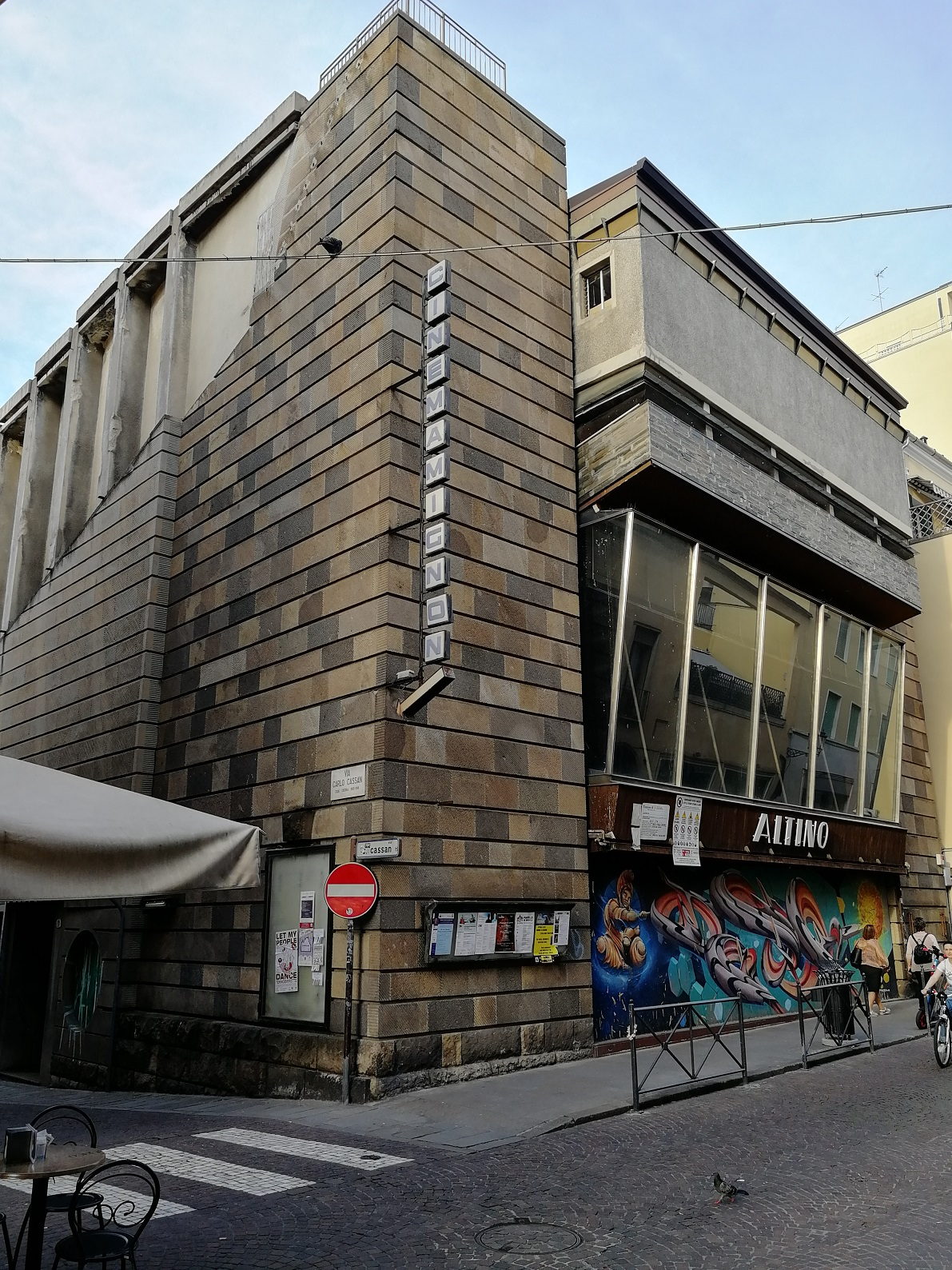
Cine Altino, Padua

## Obras
- 1931: Varios diseños: Metrópolis, Museo de la Revolución, Garaje con ascensores externos (2500 palcos, salas comunes, taller, tiendas), Monumento a los Caídos del Aire, Faro, Monumento a los Caídos del Mar, Viletta con helicóptero, Estudio para una villa
- Década de 1930: antigua casa de Quirino DeGiorgio, Strada dei Colli, Padua
- 1932: Casa en Via Giotto, Padua
- 1932: Casa del Fascio, Via Montà, Padua
- 1934: Casa Doriguzzi en Via Nizza, Padua
- 1934: Casa del Fascio, Noventa Padova (Padua)
- 1936: Casa del Fascio, Sant'Urbano (Padua)
- 1936: Casa del Fascio, Vigonza (Padua)
- 1936-1937: Borgo Rurale Fratelli Grinzato, Vigonza (Padua) [conjunto de casas rurales con teatro]
- 1937-1938: Borgo Rural Littorio, Candiana (Padua)
- 1937-1938: Sede del Grupo Fascista Bonservizi, Padua, Via Giordano Bruno (ahora Polideportivo Universitario)
- 1938: Sede del Grupo de Distrito Fascista de Cappellozza, Via Cristoforo Moro, Padua (ahora un edificio escolar), inaugurado el 27/1/1938
- 1938: Teatro dei Diecimila, Padua (en Via Giordano Bruno, ya no existente)
- 1938: Casa del Fascio, Pontelongo (Padua)
- 1938: Casa del Fascio, Piazzola sul Brenta (Padua)
- 1945: Cine La Quirinetta, Piazza Insurrezione 28 de abril de 1945, Padua
- 1946: Cinema Altino, Via Altinate - esquina de Via Carlo Cassan -, Padua
- finales de la década de 1940: estación de servicio Shell, Monselice (Padua) (ahora estación de servicio IP)
- 1963: Complejo comercial y residencial Mantegna, Camisano Vicentino (Vicenza)
- 1968-1969: Villa Venere, Santa Giustina in Colle (Padua)
- fines de la década de 1970: Villa dr. Derderian, Via Manfrotto, 3, Conselve (Padua)
- 1973: Speak Easy Café, Piazza della Repubblica, 4, Abano Terme - Padua
- 1974: Nuevo Cementerio de San Giorgio delle Pertiche (Padua)
- 1974: Proyecto de remodelación urbana y territorial del centro de San Giorgio delle Pertiche (Padua) [PRG Centro Storico / Reubicación y restauración del campanario]
- 1975: Mobilificio De Toni, Arsego (Padua)
- 1976-1977: Escuela Primaria "Aldo Moro" de S. Giustina en Colle (Padua)
- 1980: Villa Urania, Abano Terme (Padua)
- 1983-1984: Crucero por el Nilo Rein du Neil, Egipto
- 1986: Villa Nicolé, Tribano (Padua)
- 1986: Proyecto de concurso para el nuevo Puente de la Academia, Venecia

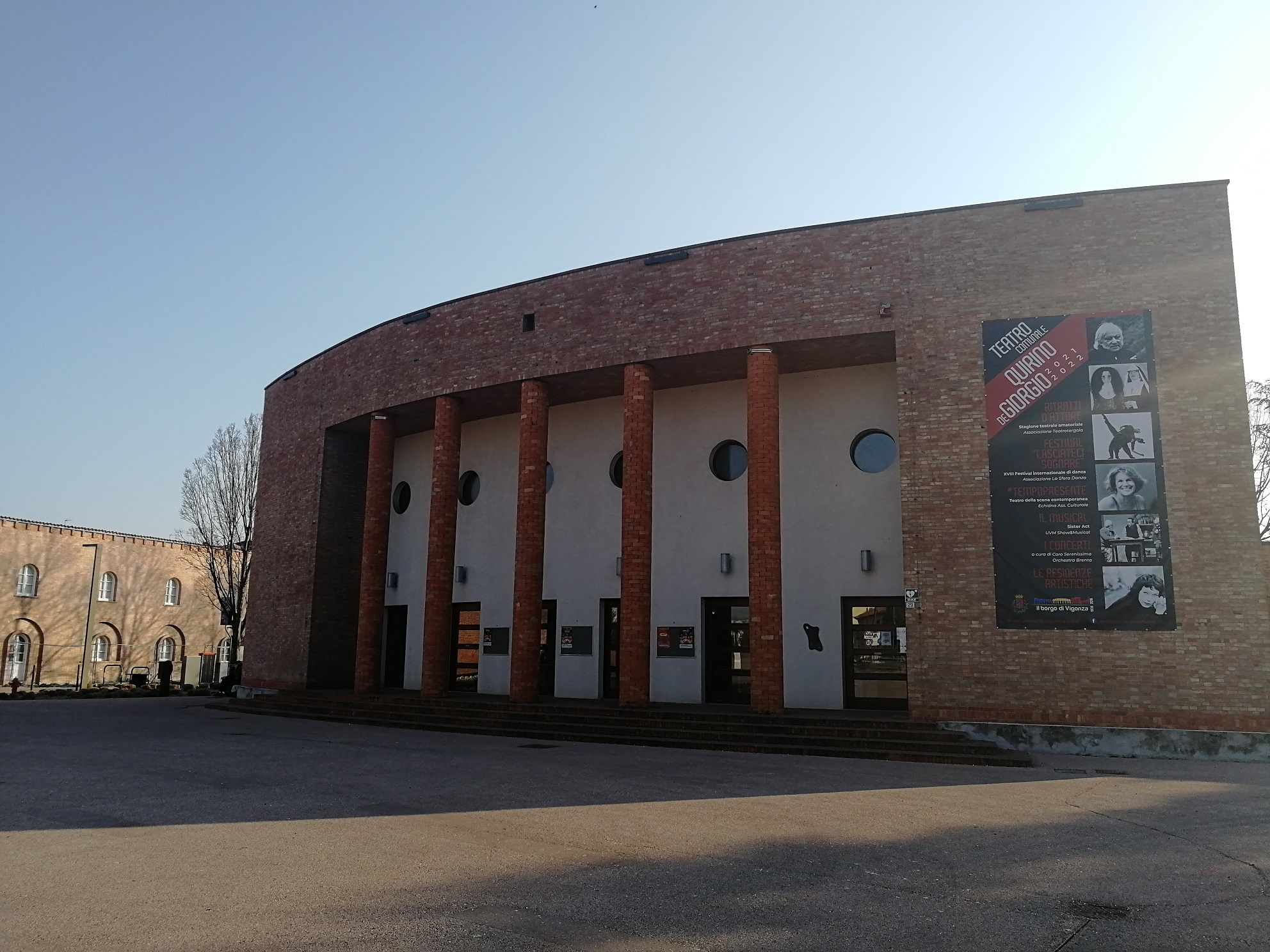
Teatro Quirino De Giorgio, Plaza Zanella, Vigonza
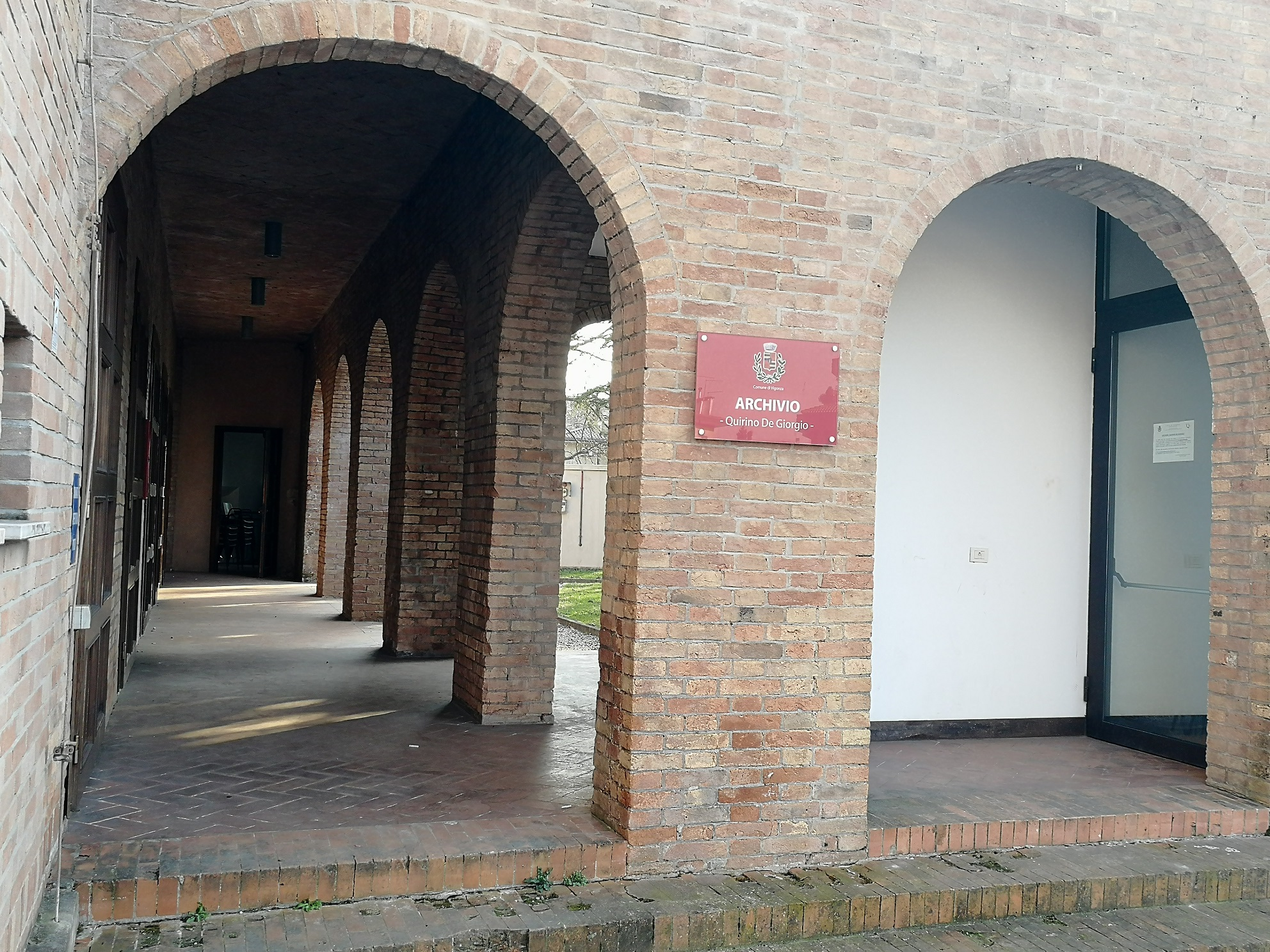
Archivo Quirino De Giorgio, Piazza Zanella, Vigonza
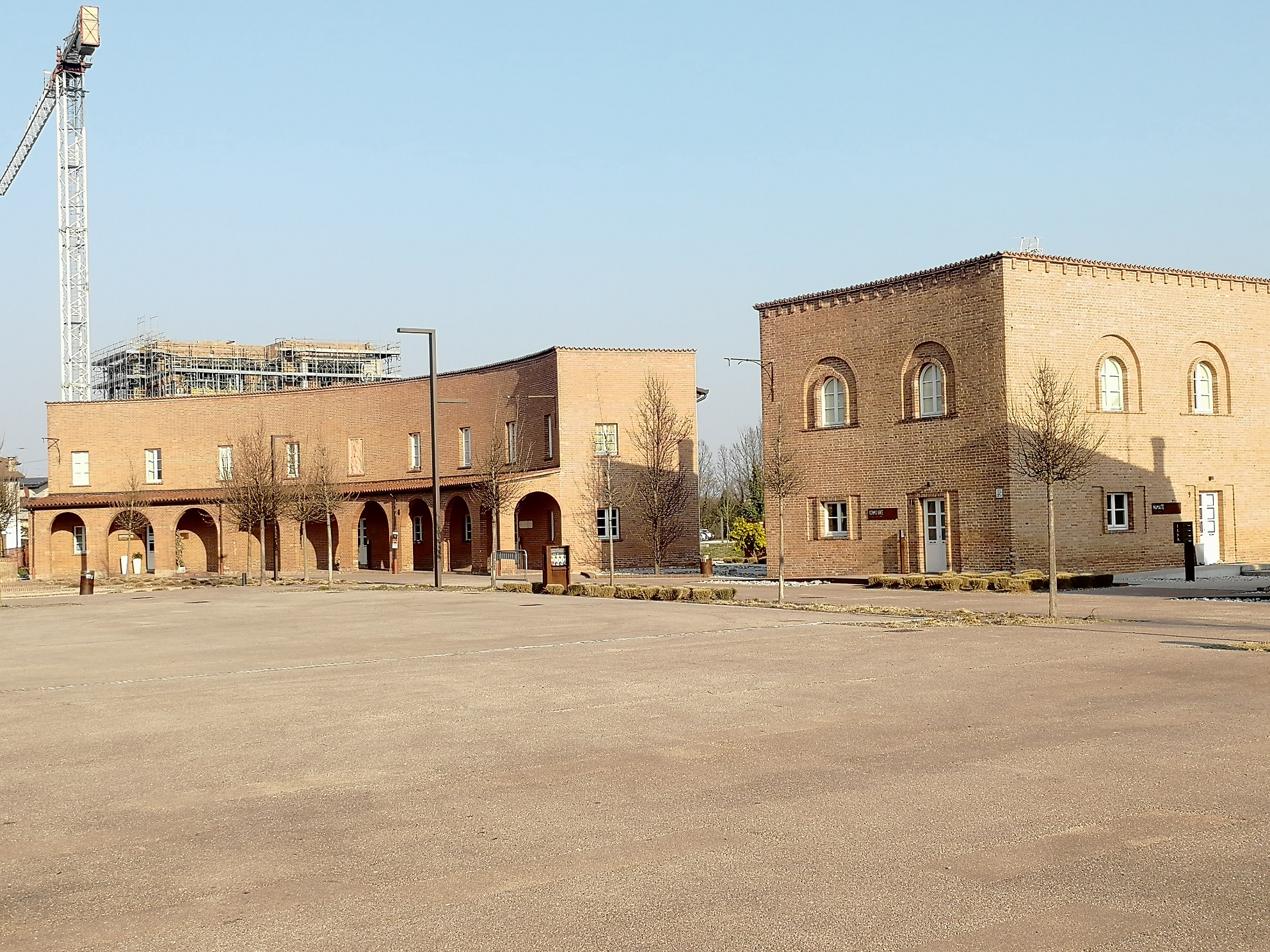
Vista de la plaza Zanella, Vigonza
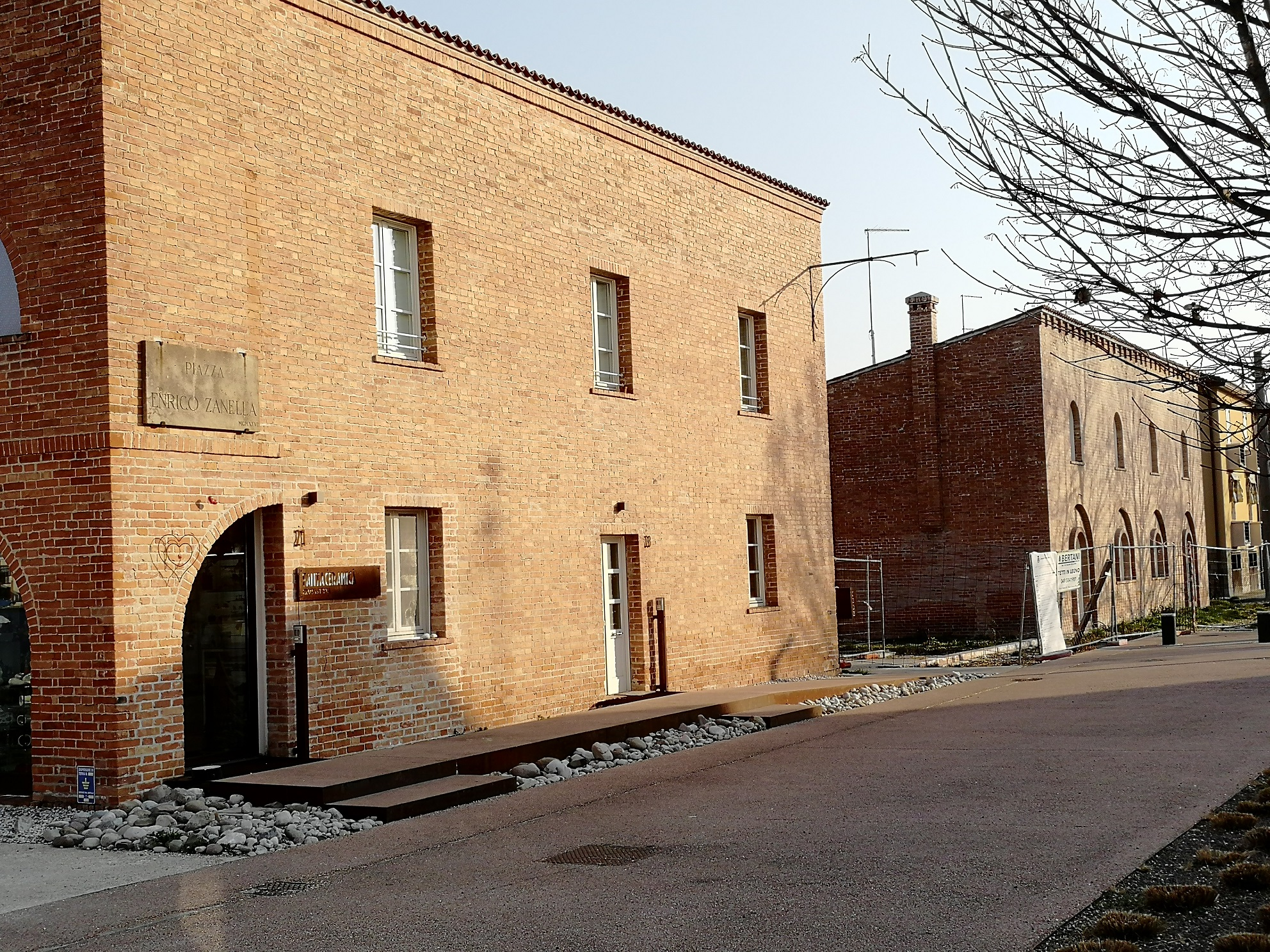
Otro vistazo a Piazza Zanella, Vigonza
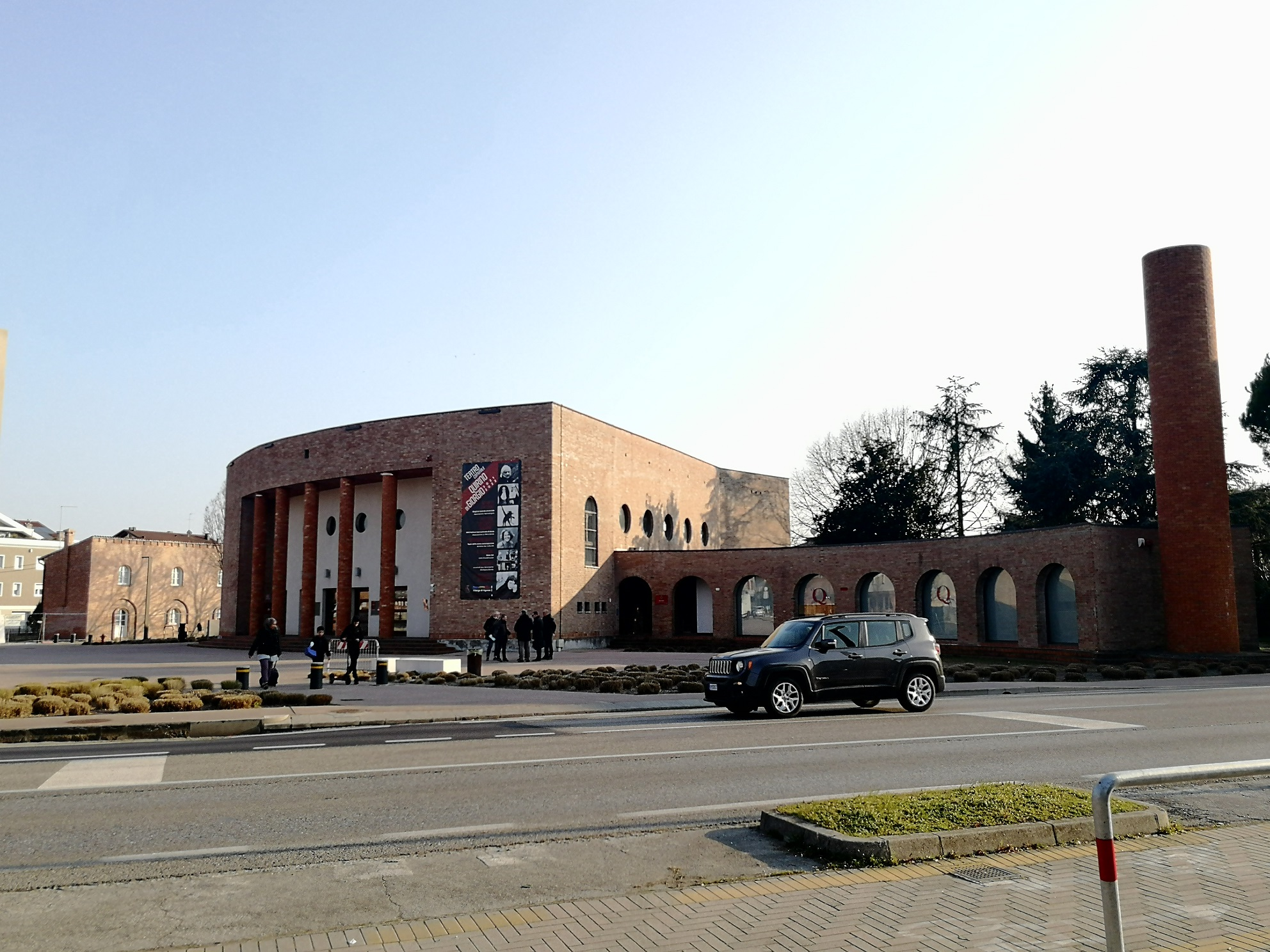
Piazza Zanella, Vigonza : en la torre cilíndrica se alza el lema "Es el arado el que traza el surco pero es la espada la que lo defiende"
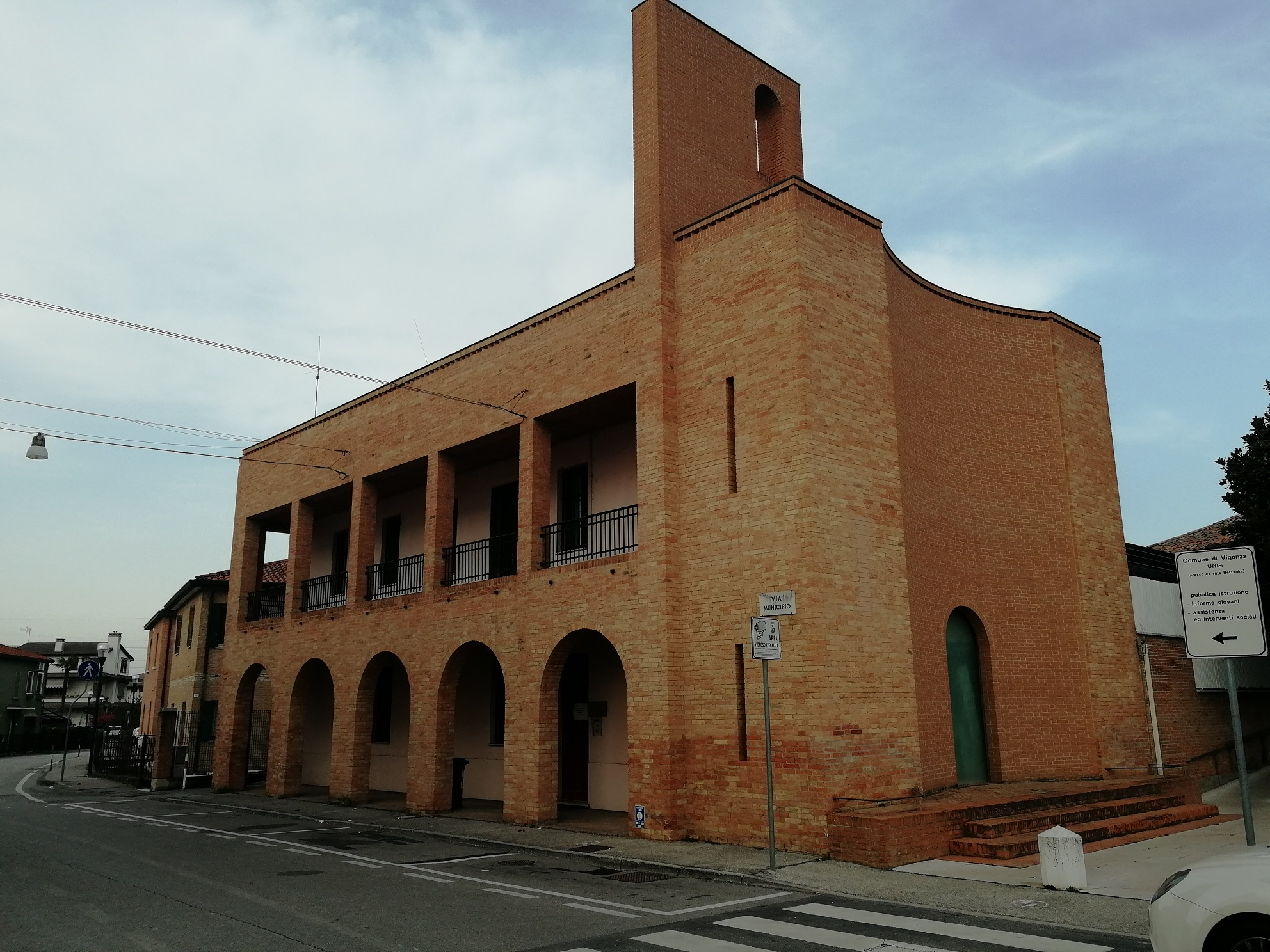
Edificios en Vía Municipio, Vigonza

## Nota
1. ↑  «Quirino De Giorgio». ACC Art Books UK (en inglés británico). Consultado el 16 de junio de 2022.
2. ↑  «DAM Architectural Book Award 2020 | DAM Online» (en de-DE). Consultado el 16 de junio de 2022.
3. ↑  giacomello (17 de mayo de 2018). «Archivio Quirino De Giorgio». www.comune.vigonza.pd.it (en italiano). Consultado el 16 de junio de 2022.